# Чігішев Євген Олександрович
Євген Олександрович Чігішев  (рос. Евгений Александрович Чигишев, 28 травня 1979) — російський важкоатлет, олімпійський медаліст.

## Виступи на Олімпіадах
| Олімпіада   | Дисципліна         | Місце |
| ----------- | ------------------ | ----- |
| Сідней 2000 | важка категорія    | 5     |
| Пекін 2008  | надважка категорія | 2     |